# 柳原風居
柳原 風居（やなぎはら ふうきょ、生没年不詳）は、明治時代から大正時代にかけての版画家。

## 来歴
鏑木清方の門人。あるいは柳沢風居か。入門時期などは一切不明である。明治21年（1888年）から明治22年（1889年）にかけて、渡辺版画店から「水辺の夕暮れ」など 新版画3点の作品を発表している。また、大正12年（1923年）3月に開催された郷土会第8回展に「田園三趣」を出品したことが知られている。

## 作品
- 「水辺の夕暮れ」 木版画　1921年
- 「農家」　木版画　1922年
- 「日盛り」　木版画

## 参考図書
- 浮世絵モダーン　深水・五葉・巴水…伝統木版画の隆盛　町田市立国際版画美術館編　町田市立国際版画美術館、2005年
- 鏑木清方の系譜　‐師水野年方から清方の弟子たちへ‐　鏑木清方記念美術館編　鏑木清方記念美術館、2008年